# Steneurytion mjoebergi
Steneurytion mjoebergi är en mångfotingart som först beskrevs av Verhoeff K.W. 1925.  Steneurytion mjoebergi ingår i släktet Steneurytion och familjen storjordkrypare. Inga underarter finns listade i Catalogue of Life.